# ピンク・フラミンゴ
『ピンク・フラミンゴ』（Pink Flamingos）は1972年のアメリカ合衆国の映画。
ジョン・ウォーターズ監督、ディヴァイン主演のカルト・コメディ。

## 概要
巨漢のドラァグ・クイーンであるディヴァインをはじめとするエキセントリックな登場人物たちが、「世界で一番下品な人間」の座を争うという内容で、非常に低予算で作られた作品だが、史上最低の悪趣味映画としてカルト作品となっている。
1997年には25周年記念として、未公開シーンを加えた特別バージョンが公開された（日本でも1998年に公開）。
2008年、ノーカット・無修正でDVDが発売された。

## あらすじ
バブス・ジョンソンという偽名を使って潜んでいるディヴァインは、卵しか食べない母親のエディ、不良息子のクラッカー、覗き趣味のある友人のコットンと共に、ボルチモア郊外のトレーラーハウスに住んでいた。ある日、タブロイド紙がディヴァインを「世界で最も下品な人間」（The filthiest person in the world）と評したことから、我らこそが「世界で最も下品な人間」だと主張するマーブル一家との争いが始まる。

## キャスト
- ディヴァイン ： ディヴァイン / バブス・ジョンソン
- デヴィッド・ローチャリー ： レイモンド・マーブル
- メアリー・ヴィヴィアン・ピアース ： コットン
- ミンク・ストール ： コニー・マーブル
- ダニー・ミルズ ： クラッカー
- エディス・マッセイ ： ママ・エディ
- チャニング・ウィルロイ ： チャニング
- クッキー・マーラー ： クッキー
- ポール・スウィフト ： エッグマン
- ジョン・ウォーターズ ： ナレーター

## 影響
この映画中に出る役者の性器、吐瀉物は全て本物であり、それらがより一層本作品の下品さを醸し出している。またラストでディヴァインが実際に犬の糞を食べるというシーンが衝撃を与えた。
劇中でニワトリとの獣姦の過程でニワトリが死亡し、動物愛護団体から実際に苦情が来たという。しかし、監督は「食用に供するニワトリでさえ自然死ではないのだ」と動物愛護団体の矛盾を指摘。未公開シーンでは死亡したニワトリを食事に使用する、といった監督独特の皮肉が見られる。